# ساموئل رویز

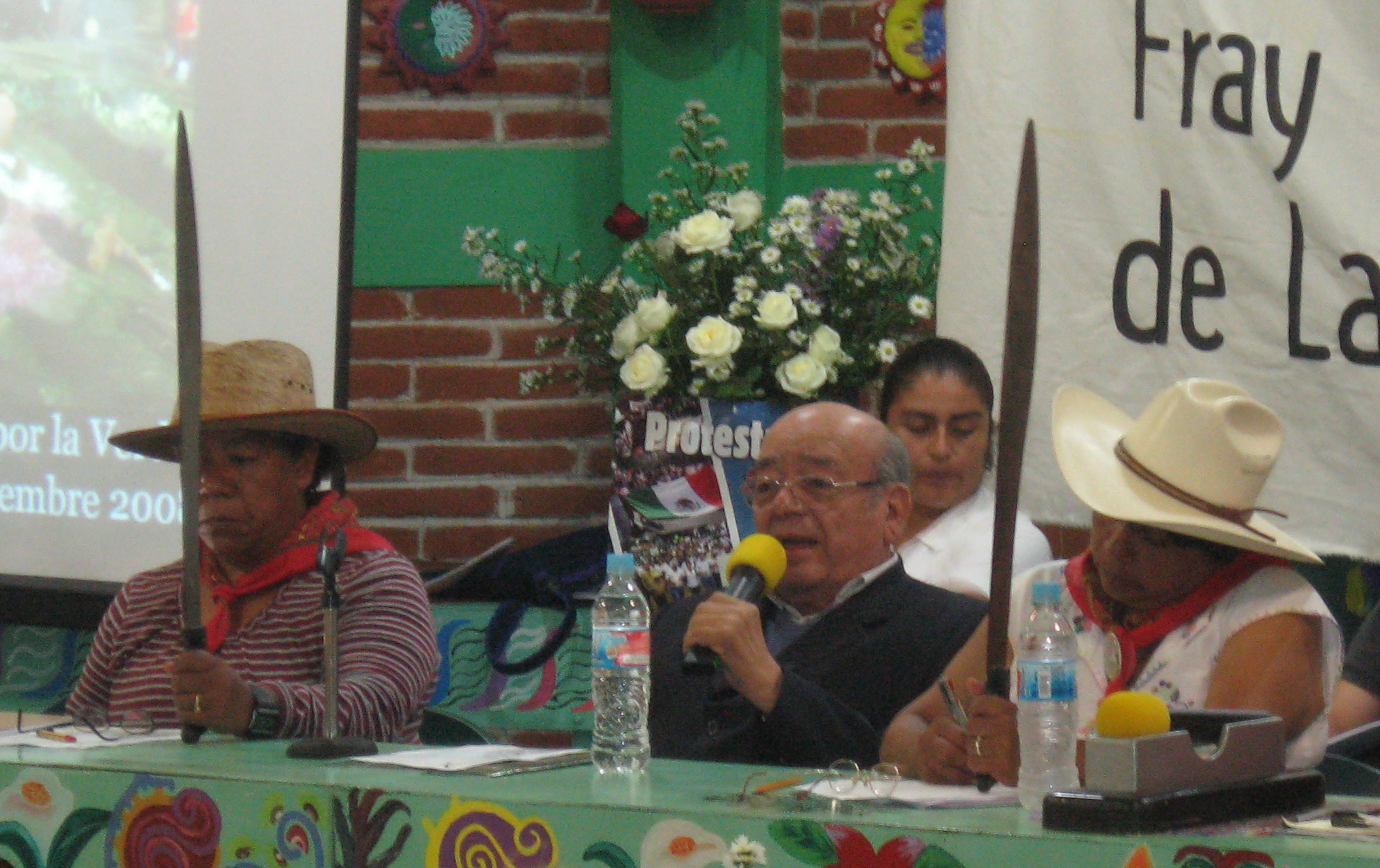
ساموئل رویز گارسیا با شبه نظامیان آتنکو.

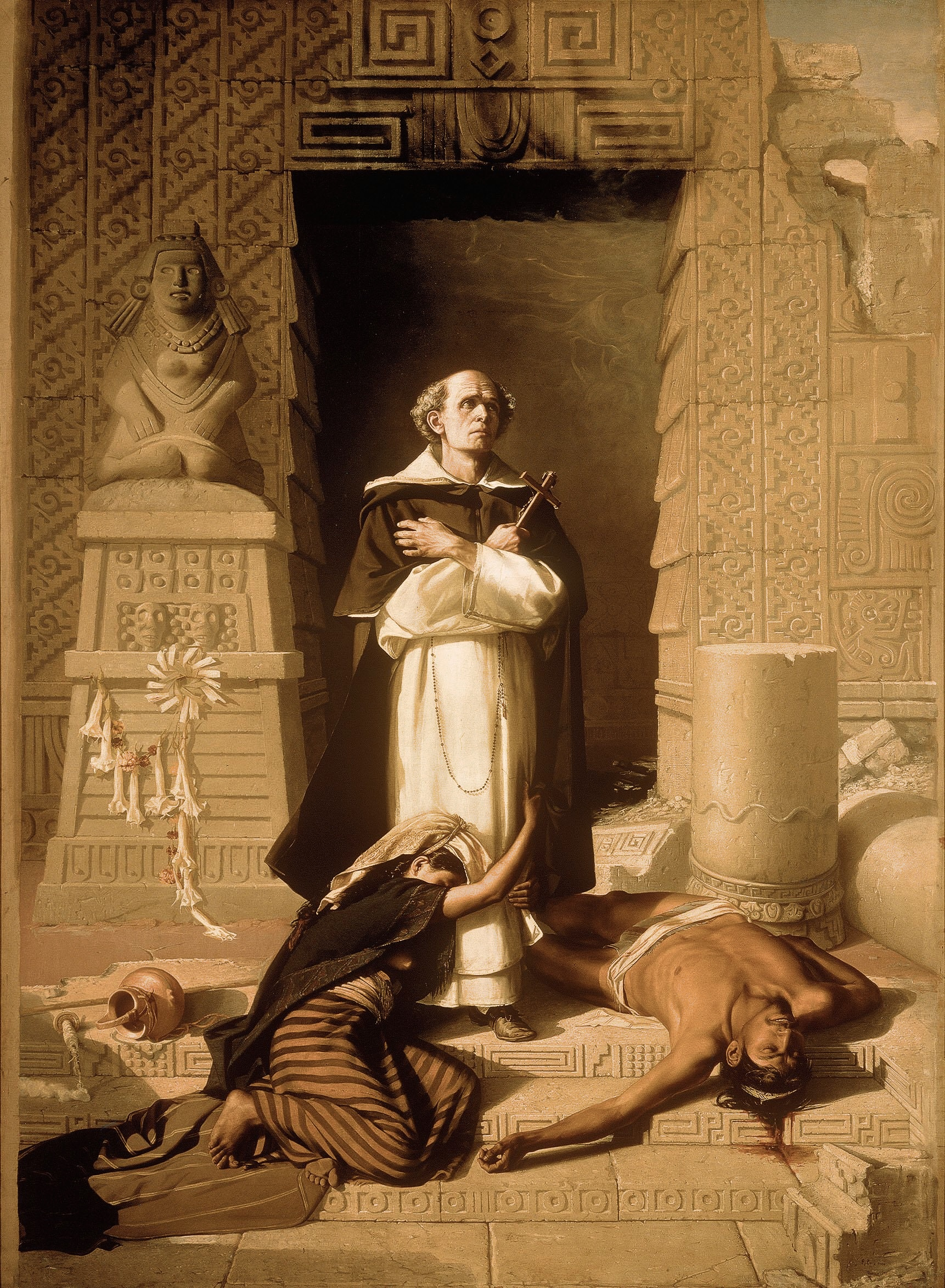
فرای بارتولوم دلاس کاس، جایی که اسقف رویز در یک مرکز حقوق بشر، به عنوان ناجی سرخپوستان نقاشی شده

ساموئل رویز (انگلیسی: Samuel Ruiz) ; (زاده: ۳ نوامبر ۱۹۲۴ - درگذشته: ۲۴ ژانویه۲۰۱۱) فعال حقوق بشر، استاد دانشگاه، و اسقف کلیسای کاتولیک اهل چیاپاس مکزیک بود. رویز بین سال‌های ۱۹۵۹–۱۹۹۹ واسطه مذاکرات بین رئیس‌جمهور وقت مکزیک، کارلوس سالیناس د گورتاری با ارتش آزادی‌بخش ملی زاپاتیستا و حزب نهاد انقلابی (حزبی که هفتاد سال در قدرت است و سیاستهایش اغلب علیه منافع بومیان چیاپاس عمل کرده‌است و به مشی آزادی معتقد است اما تمامی کلیساهای کاتولیک را در آمریکای لاتین جمع کرد)، بعد از ۱۹۶۰ اسقف رویز به صدها هزارتن از مردم چیاپاس که از میان فقیرترین جوامع محروم مکزیک بودند کمک کرد.

## مذاکرات صلح
اسقف رویز همچنان به مذاکرات ادامه داد و در ماه مارس ۱۹۹۵ نهادی به نام کمیسیون همکاری و آشتی با شرکت سیاستمدارانی از همهٔ جناح‌های موجود در مکزیک شکل گرفت و سرانجام روز ۱۶ فوریه ۱۹۹۶ توافقاتی به امضاء رسیدند. بر اساس توافقات مذکور، دولت مکزیک موظف شد تا حقوق بسیاری از مردم بومی چیاپاس به رسمیت بشناسد که یکی از آن‌ها پذیرفتن مقاوله نامهٔ ۱۶۹ سازمان بین‌المللی کار بود که مکزیک سال ۱۹۹۰ پذیرفته بود. دولت مرکزی مکزیک همچنین خودگردانی گستردهٔ مردم چیاپاس را برای بهبود شرایط زندگی خود پذیرفت.

## زندگی‌نامه
ساموئل رویز گارسیا در میان ۵ فرزند خانواده، فرزند بزرگ بود و در ۳ نوامبر ۱۹۲۴ در گوآناخوآتو سیتی، مکزیک متولد شد. پدرش گوادالوپ گارسیا که برای یک خانواده ثروتمند کار می‌کرد و مادرش یک کارگر کشاورز بود. ساموئل در طول جنگ کریستر و با اعتقاداتش به عنوان یک کاتولیک بزرگ شد؛ و آن زمانی بود که کلیسا مورد آزار و اذیت قرار می‌گرفت، در آن‌زمان بسیاری از مذهبی‌های مسیحی توسط حکومت ضد کاتولیک در مکزیک کشته یا ترور شدند، در سن ۱۵ سالگی رویز به مدرسه مذهبی در لئون در گواناهواتو رفت و برای ادامه تحصیل به دانشگاه مسیحی گریگوریان در رم رفت و به مطالعه کتاب آسمانی پرداخت و دکترای خود را در ۱۹۵۲ گرفت و از ۱۹۴۹ به بعد کاهن کشیش شد.
وی همچنین برندهٔ جوایزی همچون جایزه مارتین انالز شده‌است.

## مقام کشیش
رویز پس از دریافت دکترای خود در فلسفه و الهیات از دانشگاه گریگوری، به گواناهواتو بازگشت و در حوزه علمیه لئون به تدریس پرداخت. در سال ۱۹۶۰، رویز اسقف سان کریستوبال د لاس کازاس چیاپاس، مکزیک شد و تا زمان بازنشستگی در سال ۲۰۰۰ در آنجا ماند. در این کلیسا به زبان‌های مختلف مایا صحبت می‌کنند.

## مرگ
در ۲۴ ژانویه ۲۰۱۱، ساموئل رویز گارسیا در سن ۸۶ سالگی به دلیل نارسایی تنفسی و سایر عوارض زمینه‌آی، از جمله فشار خون بالا و دیابت، در بیمارستان آنجلس دل پدرگال در مکزیکو سیتی درگذشت. در طول مراسم عشای ربانی در مکزیکو سیتی که به یاد دون ساموئل برگزار شد، اسقف‌های دیگر روئیز را به عنوان «کسی توصیف کردند که اعمالش توسط بخشی از جامعه مورد بحث و محکومیت قرار می‌گرفت، اما برای فقرا و برای کسانی که با او کار می‌کردند، دون ساموئل یک چراغ روشن بود». دون ساموئل، معروف به جتاتیک ساموئل، پس از جشنی صمیمانه و شاد از زندگی و خدمت خود، در سان کریستوبال د لاس کاساس، در کلیسای جامع به خاک سپرده شد.